# 张圣真君祖殿
张圣真君祖殿，又名金沙堂、张圣真君之堂、金沙张圣君祖殿，位于中国福建省福州市闽清县金沙镇，主祀福建路福州永泰縣出身的道教地方民间信仰神张圣君。

## 历史
张圣君在道教中是一位主管雷电的神明，有法雷真君、监雷法主等法号，而根据传说，张圣君坐化升天于闽清金沙。南宋绍兴二十九年（1159年），当地人在金沙建造了张圣真君之堂以奉祀他。张圣真君之堂先后在明朝正统四年（1439年）、清朝康熙年间以及民国6年（1917年）数次重修，1963年遭拆除。文革时期神像、碑刻几乎全毁，1984年当地民众、台湾信众和旅外侨胞对金沙堂进行筹资重建，历时十五年重新落成。1992年，张圣真君祖殿（金沙堂）入选第四批闽清县文物保护单位。

## 建筑

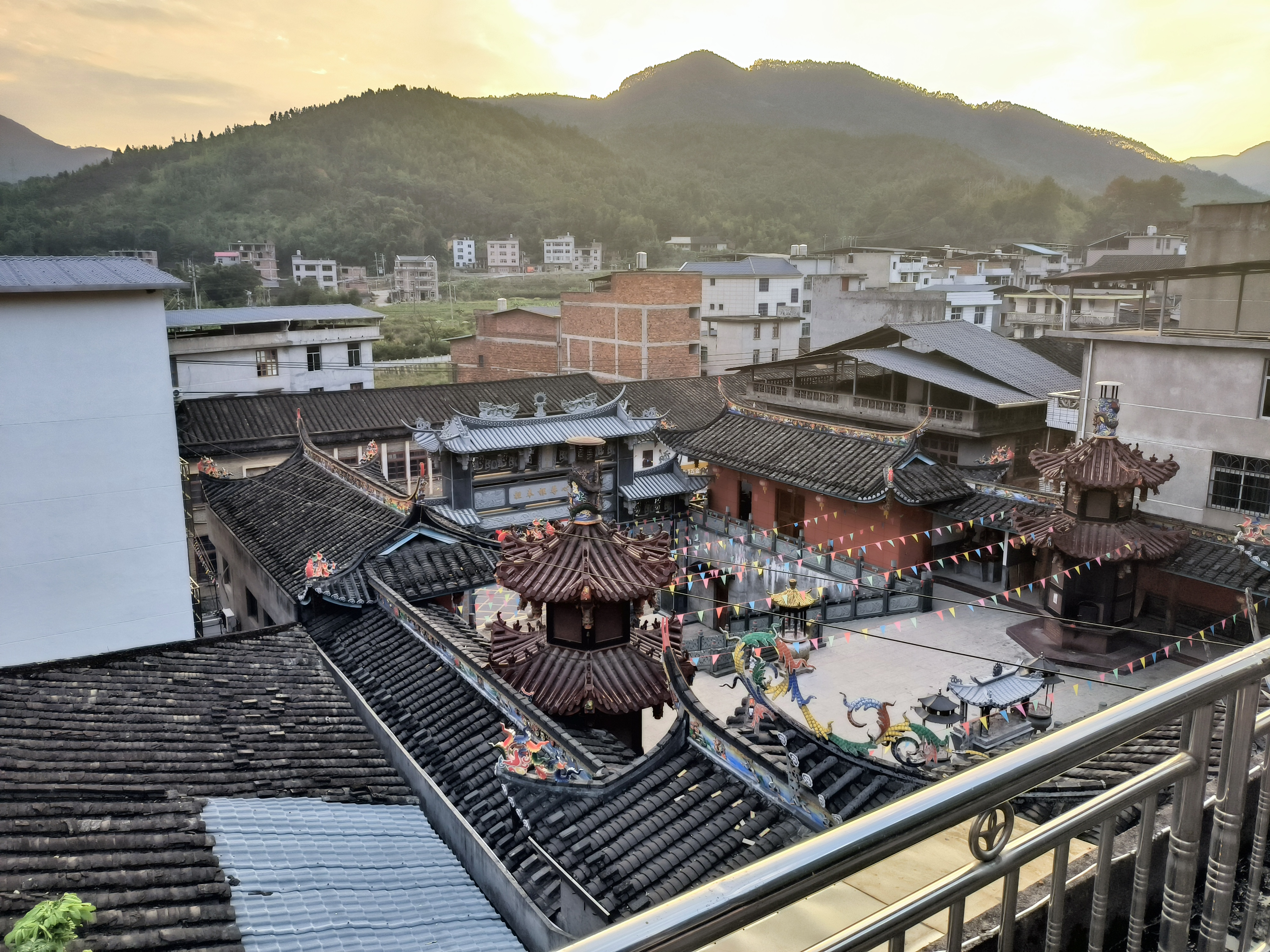
从文昌阁往下看金沙堂建筑群

1984年重建后的张圣真君祖殿坐东北朝西南，依山势而建，总体为土木结构，面宽19.66米，进深22.5米，平面呈长方形，占地面积442平方米。正殿面阔5间，进深7柱，原以铁瓦片覆顶，现为抬梁穿斗式木构架。屋檐上有双龙戏珠的彩色雕塑，重檐歇山顶式，燕尾正脊，屋面则为四面倒水式，飞檐翘角，下施角鱼。正殿的前廊有精美的木质雕塑，殿内金柱的石质柱础以两层相叠。大殿内主位祀张圣君，两侧神明是萧公法明和应化真人连公宗羌（张、萧、连三位神明在福建民间信仰中常常被一并祀奉），左右两厢则供奉金沙堂十境社十尊圣君神像。除正殿外，亦有文昌阁、观音厅、顺天圣母厅、伽蓝厅等附属建筑，已形成一个建筑群。现今建筑内存有建立之初的一对石狮、分别刻制于明朝洪武和崇祯年间的石碑、清朝嘉庆八年（1803年）建造的九龙泉和民国6年（1917年）的铁瓦等文物。

## 民俗
闽清民间认为张圣君是当地的农业保护神，在每年9月底，金沙当地会举行“游田了”民俗活动，以庆祝五谷丰收，并向张圣君祈愿来年风调雨顺，这一习俗在当地已有800年历史之久。2009年，游田了民俗入选第二批福州市非物质文化遗产名录，2017年，张圣君信俗入选第五批福建省非物质文化遗产代表性项目名录。